# Konstal 805Nm
Консталь 805Нм (пол. Konstal 805NM) — модель трамвая, который был модернизирован в 2003 году компанией PESA из модели Konstal 105Na для MZK Bydgoszcz, управляющей трамвайной сетью в Быдгоще. Был модернизирован только один комплект вагонов 805Na. Изменения произошли как во внешности, так и в оснащении состава.